# Pietro Participazio
Pietro Participazio (Pietro Badoer), mort en 942 est le 20e doge de Venise élu en 939.

## Biographie
Pietro Participazio est le fils du 18e doge Orso II Participazio.
Il semble que, pendant son règne, il n'ait accompli rien de notable. Il fit restaurer plusieurs églises de Venise et mourut trois ans après son élection. Il est enterré dans l'église de San Felice d'Ammiana où repose son père.

## Sources
- (it) Cet article est partiellement ou en totalité issu de l’article de Wikipédia en italien intitulé « Pietro II Partecipazio » (voir la liste des auteurs).